# Astragalus crispocarpus
Astragalus crispocarpus es una especie de planta del género Astragalus, de la familia de las leguminosas, orden Fabales.

## Distribución
Astragalus crispocarpus se distribuye por Irán e Irak.

## Taxonomía
Fue descrita científicamente por Nabelek. Fue publicada en Spisy Prír. Fak. Masarykovy Univ. 35: 76 (1923).